# Onore di Lancaster

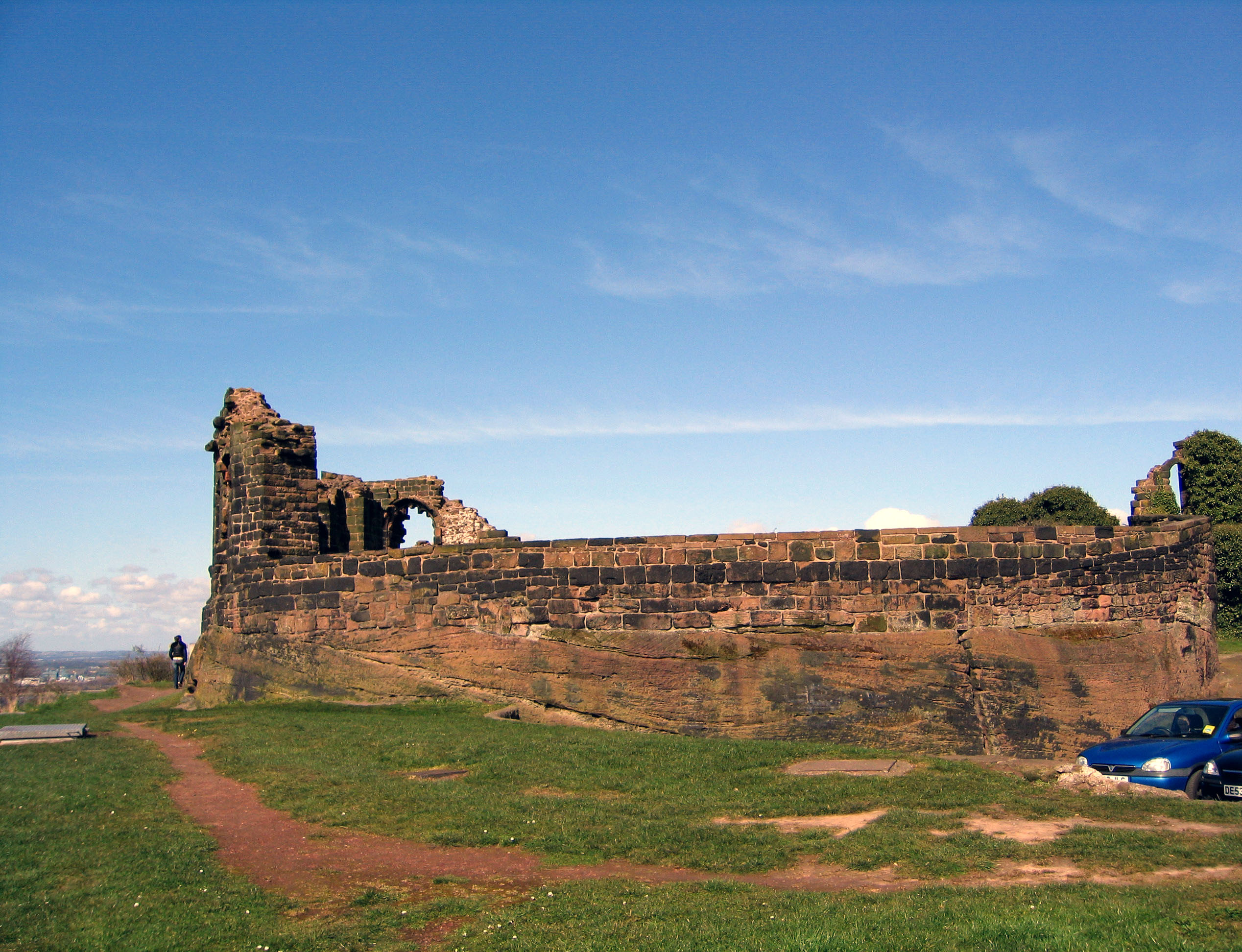
Rovine del Castello di Halton, inizialmente un caput (capoluogo di baronia) dell'onore di Lancaster

Tra il 1066 e il XV secolo, l'onore di Lancaster fu un onore (un vasto possedimento) medioevale situato principalmente nell'Inghilterra nordoccidentale.

## Storia
L'onore di Lancaster fu costituito dopo la Conquista normanna dell'Inghilterra a seguito dell'assegnazione a Ruggero di Poitou, un potente signore normanno, di una vasta parte di territorio, incluse le terre comprese tra il fiume Ribble e il fiume Mersey, da parte di Guglielmo il Conquistatore.
Ruggero pose il suo caput, o castello principale, a Halton, nell'odierno Cheshire.
I territori dell'Inghilterra nordoccidentale costituivano un palatinato largamente autonomo, ma erano collegati ad altri possedimenti terrieri che si prolungavano fino al Suffolk; essi erano noti collettivamente come onore di Lancaster.
Ruggero si schierò a fianco di Roberto di Bellême contro Enrico I e fu pertanto esiliato, ma l'onore rimase intatto come insieme ben definito di proprietà terriere.
Enrico I assegnò quindi l'onore a uno dei suoi nipoti, Stefano di Blois, che in seguito, alla morte di Enrico, divenne re.
Nel corso della guerra civile nota come l'Anarchia, il controllo dei settori settentrionali dell'onore fu posto in discussione.
Enrico II prese possesso dell'onore, prima che passasse al figlio di re Stefano, Guglielmo, alla fine degli anni 50 del XII secolo.
La vedova di Guglielmo possedette l'onore per un breve periodo, prima che la proprietà ritornasse alla Corona nel 1164.
Nel 1189, Riccardo I assegnò l'onore al principe Giovanni, quando le proprietà furono elencate con una rendita annuale di 200 GBP.
Verso la fine del XII secolo, la Contea di Lancaster fu sempre più spesso citata come separata dal più disperso onore.
Nel XIV secolo, il termine Lancastershire venne in uso, mentre cadde in disuso il termine "onore", entrambi poi sostituiti dalla forma abbreviata Lancashire nel XV secolo.